# Гонзалез (Флорида)
Гонзалез (енгл. Gonzalez) насељено је место без административног статуса у америчкој савезној држави Флорида.

## Демографија
По попису из 2010. године број становника је 13.273, што је 1.908 (16,8%) становника више него 2000. године.
| Група             | 2000.         | 2010.          |
| Белци             | 9.874 (86,9%) | 10.852 (81,8%) |
| Афроамериканци    | 869 (7,6%)    | 1.412 (10,6%)  |
| Азијати           | 169 (1,5%)    | 231 (1,7%)     |
| Хиспаноамериканци | 190 (1,7%)    | 380 (2,9%)     |
| Укупно            | 11.365        | 13.273         |